# Psychotria costatovenosa
Psychotria costatovenosa är en måreväxtart som beskrevs av Diederich Franz Leonhard von Schlechtendal. Psychotria costatovenosa ingår i släktet Psychotria och familjen måreväxter. Inga underarter finns listade i Catalogue of Life.